# Rhyssemus cantabricus
Rhyssemus cantabricus är en skalbaggsart som beskrevs av Vladimir Balthasar 1961. Rhyssemus cantabricus ingår i släktet Rhyssemus och familjen Aphodiidae. Inga underarter finns listade i Catalogue of Life.